# Elisabetta Enrichetta d'Assia-Kassel
Elisabetta Enrichetta d'Assia-Kassel (Kassel, 18 novembre 1661 – Cölln, 7 luglio 1683) fu langravia d'Assia-Kassel.

## Biografia
Elisabetta Enrichetta era figlia del langravio Guglielmo VI d'Assia-Kassel e di Edvige Sofia di Brandeburgo. La madre era sorella del principe elettore Federico I Guglielmo di Brandeburgo. Proprio quest'ultima fu l'artefice del matrimonio di Elisabetta con il cugino Federico. L'impresa non fu semplice, in quanto era stato previsto che Federico sposasse una sorella dell'imperatore Leopoldo I. 
Nell'aprile del 1678 Elisabetta e la madre andarono a Berlino, ma Elisabetta dovette aspettare un anno nel Castello, prima che venisse celebrato il matrimonio. Infatti Federico era impegnato nelle trattative che avrebbero portato alla Pace di Nimega. 
Il matrimonio venne finalmente celebrato e si dimostrò essere una perfetta unione. I coniugi si stabilirono nello Schloss Köpenick, costruito appositamente per loro. Elisabetta però morì a soli 21 anni, dopo soli quattro anni di matrimonio. Venne sepolta nel Duomo di Berlino.

## Ascendenza
|                                            |                                    |                                        | Genitori                            |  |  | Nonni |  |  | Bisnonni                |  |  | Trisnonni                   |  |
|                                            |                                    |                                        |                                     |  |  |       |  |  | Maurizio d'Assia-Kassel |  |  | Guglielmo IV d'Assia-Kassel |  |
|                                            |                                    |                                        |                                     |  |  |       |  |  | Maurizio d'Assia-Kassel |  |  | Guglielmo IV d'Assia-Kassel |  |
|                                            |                                    | Sabina di Württemberg                  |                                     |  |  |       |  |  | Maurizio d'Assia-Kassel |  |  |                             |  |
| Guglielmo V d'Assia-Kassel                 |                                    |                                        |                                     |  |  |       |  |  | Maurizio d'Assia-Kassel |  |  |                             |  |
|                                            |                                    | Agnese di Solms-Laubach                | Giovanni Giorgio di Solms-Laubach   |  |  |       |  |  |                         |  |  |                             |  |
|                                            |                                    | Agnese di Solms-Laubach                | Giovanni Giorgio di Solms-Laubach   |  |  |       |  |  |                         |  |  |                             |  |
|                                            |                                    | Agnese di Solms-Laubach                | Margherita di Schönburg-Glauchau    |  |  |       |  |  |                         |  |  |                             |  |
| Guglielmo VI d'Assia-Kassel                |                                    | Agnese di Solms-Laubach                |                                     |  |  |       |  |  |                         |  |  |                             |  |
|                                            |                                    | Filippo Luigi II di Hanau-Münzenberg   | Filippo Luigi I di Hanau-Münzenberg |  |  |       |  |  |                         |  |  |                             |  |
|                                            |                                    | Filippo Luigi II di Hanau-Münzenberg   | Filippo Luigi I di Hanau-Münzenberg |  |  |       |  |  |                         |  |  |                             |  |
|                                            |                                    | Filippo Luigi II di Hanau-Münzenberg   | Maddalena di Waldeck                |  |  |       |  |  |                         |  |  |                             |  |
| Amalia Elisabetta di Hanau-Münzenberg      |                                    | Filippo Luigi II di Hanau-Münzenberg   |                                     |  |  |       |  |  |                         |  |  |                             |  |
|                                            |                                    | Caterina Belgica di Nassau             | Guglielmo I d'Orange                |  |  |       |  |  |                         |  |  |                             |  |
|                                            |                                    | Caterina Belgica di Nassau             | Guglielmo I d'Orange                |  |  |       |  |  |                         |  |  |                             |  |
|                                            |                                    | Caterina Belgica di Nassau             | Carlotta di Borbone-Montpensier     |  |  |       |  |  |                         |  |  |                             |  |
| Elisabetta Enrichetta d'Assia-Kassel       |                                    | Caterina Belgica di Nassau             |                                     |  |  |       |  |  |                         |  |  |                             |  |
|                                            | Giovanni Sigismondo di Brandeburgo | Gioacchino III Federico di Brandeburgo |                                     |  |  |       |  |  |                         |  |  |                             |  |
|                                            | Giovanni Sigismondo di Brandeburgo | Gioacchino III Federico di Brandeburgo |                                     |  |  |       |  |  |                         |  |  |                             |  |
|                                            | Giovanni Sigismondo di Brandeburgo | Caterina di Brandeburgo-Küstrin        |                                     |  |  |       |  |  |                         |  |  |                             |  |
| Giorgio Guglielmo di Brandeburgo           | Giovanni Sigismondo di Brandeburgo |                                        |                                     |  |  |       |  |  |                         |  |  |                             |  |
|                                            |                                    | Anna di Prussia                        | Alberto Federico di Prussia         |  |  |       |  |  |                         |  |  |                             |  |
|                                            |                                    | Anna di Prussia                        | Alberto Federico di Prussia         |  |  |       |  |  |                         |  |  |                             |  |
|                                            |                                    | Anna di Prussia                        | Maria Eleonora di Jülich-Kleve-Berg |  |  |       |  |  |                         |  |  |                             |  |
| Edvige Sofia di Brandeburgo                |                                    | Anna di Prussia                        |                                     |  |  |       |  |  |                         |  |  |                             |  |
|                                            |                                    | Federico IV del Palatinato             | Ludovico VI del Palatinato          |  |  |       |  |  |                         |  |  |                             |  |
|                                            |                                    | Federico IV del Palatinato             | Ludovico VI del Palatinato          |  |  |       |  |  |                         |  |  |                             |  |
|                                            |                                    | Federico IV del Palatinato             | Elisabetta d'Assia                  |  |  |       |  |  |                         |  |  |                             |  |
| Elisabetta Carlotta del Palatinato-Simmern |                                    | Federico IV del Palatinato             |                                     |  |  |       |  |  |                         |  |  |                             |  |
|                                            |                                    | Luisa Giuliana di Nassau               | Guglielmo I d'Orange                |  |  |       |  |  |                         |  |  |                             |  |
|                                            |                                    | Luisa Giuliana di Nassau               | Guglielmo I d'Orange                |  |  |       |  |  |                         |  |  |                             |  |
|                                            |                                    | Luisa Giuliana di Nassau               | Carlotta di Borbone-Montpensier     |  |  |       |  |  |                         |  |  |                             |  |
|                                            |                                    | Luisa Giuliana di Nassau               |                                     |  |  |       |  |  |                         |  |  |                             |  |